# 261
261（二百六十一、二六一、にひゃくろくじゅういち）は、自然数また整数において、260の次で262の前の数である。

## 性質
- 261は合成数であり、約数は 1, 3, 9, 29, 87, 261 である。
  - 約数の和は390。
- 1/261 = 0.0038314176245210727969348659003831… (下線部は循環部で長さは28)
  - 逆数が循環小数になる数で循環節が28になる8番目の数である。1つ前は232、次は281。
- 77番目のハーシャッド数である。1つ前は252、次は264。
  - 9を基としたとき26番目のハーシャッド数である。1つ前は252、次は270。
- 各位の立方和が平方数になる29番目の数である。1つ前は231、次は312。(オンライン整数列大辞典の数列 A197039)
23 + 63 + 13 = 225 = 152
- 261 = 62 + 152
  - 異なる2つの平方数の和で表せる79番目の数である。1つ前は260、次は265。(オンライン整数列大辞典の数列 A004431)
- 261 = 12 + 22 + 162 = 12 + 82 + 142 = 42 + 72 + 142 = 62 + 92 + 122
  - 3つの平方数の和4通りで表せる17番目の数である。1つ前は257、次は270。(オンライン整数列大辞典の数列 A025324)
  - 異なる3つの平方数の和4通りで表せる7番目の数である。1つ前は254、次は270。(オンライン整数列大辞典の数列 A025342)
- 261 = 23 + 43 + 43 + 53
  - 4つの正の数の立方数の和で表せる59番目の数である。1つ前は259、次は266。(オンライン整数列大辞典の数列 A003327)
- 261 = 32 × 29
  - 2つの異なる素因数の積で p2 × q の形で表せる33番目の数である。1つ前は245、次は268。(オンライン整数列大辞典の数列 A054753)
- 261 = 192 − 100
  - n = 19 のときの n2 − 100 の値とみたとき1つ前は224、次は300。(オンライン整数列大辞典の数列 A120071)

## その他 261 に関連すること
- 第261代ローマ教皇はヨハネ23世（在位：1958年10月28日～1963年6月3日）である。
- 261は、E48系列の標準数。
- 国際電話番号の261は、マダガスカル。
- 年始から数えて261日目は9月18日、閏年では9月17日。
- JR北海道キハ261系気動車は、特急形気動車。
- H.261は、動画圧縮の規格。
- スカパー!のCh261は、チャンネルNECO。
- アラスカ航空261便墜落事故は、2000年に起きた航空事故。
- ナレースワン261警察特殊部隊は、タイ王国国家警察庁の特殊部隊。
- 第261独立特殊任務支隊 は、カザフスタン陸軍の特殊部隊。
- 第二六一海軍航空隊は、大日本帝国海軍の飛行隊。
- わかば (JDS Wakaba, DE-261) は、海上自衛隊の護衛艦。
- デルファイ (USS Delphy, DD-261) は、アメリカ海軍の駆逐艦。
- ディオンヌ (USS Dionne, DE-261) は、アメリカ海軍の護衛駆逐艦。
- ミンゴ (USS Mingo, SS-261) は、アメリカ海軍の潜水艦。
- R-261は、ロシア海軍のミサイル艇。
- Me 261は、第二次世界大戦時のドイツ空軍の偵察機。
- JR東日本E261系電車
- 中央ハの周波数は261.62556530059863467785Hzである。